# .edu
.edu je generická doména nejvyššího řádu pro vzdělávací instituce, především ve Spojených státech amerických, byla vytvořena v lednu 1985 jako jedna z původních domén nejvyššího řádu.
.edu byla původně plánována pro všechny vzdělávací instituce na světě. Až na několik výjimek však obsahuje jen instituce v USA. Ostatní státy používají většinou své národní domény nejvyššího řádu (např. Česko, Kanada a Německo). V některých zemích je pro vzdělávací instituce vyhrazena doména druhého řádu (např. .edu.mx v Mexiku, .edu.au v Austrálii, .ac.uk a .sch.uk ve Spojeném království). Příkladem neamerické domény v .edu je např. francouzská polytechnique.edu. Od roku 2001 mohou o doménu .edu požádat pouze americké vzdělávací instituce vyššího typu.